# Kitty nem cica
A Kitty nem cica (eredeti cím: Kitty is Not a Cat ) 2018-tól futó ausztrál televíziós  flash animációs vígjátéksorozat, amelyet a Bruce Kane és Maurice Argiroa alkotott.
Ausztráliában 2018. április 20-án mutatta be a Seven Network. Magyarországon 2018. május 21-én tűzte műsora a Disney Channel.

## Ismertető
Kitty nevű kislánynak nagy fantáziája van, és úgy érzi, bármi lehet, ami akar, még macska is. Kitty megérkezik egy házhoz, amely tele van macskákkal. Megpróbálják megtanítani Kittynek, hogyan legyen ember, amikor valójában inkább macskaként éli az életét.

## Szereplők

### Főszereplők
| Szereplő     | Eredeti hang | Magyar hang      |
| ------------ | ------------ | ---------------- |
| Kitty        | Roslyn Oades | Pupos Tímea      |
| King Dundi   | Rove McManus | Kerekes József   |
| Gügyi        | Rove McManus | Kossuth Gábor    |
| Slussz Passz | Rove McManus | Galbenisz Tomasz |
| Timmy Tom    | Rachel King  | Hermann Lilla    |
| Miley        | Rachel King  | Molnár Ilona     |
| Luna         | Rachel King  | Csifó Dorina     |
| Dzsezzi      | Stephen Hall | Faragó András    |
| Ginsburg     | Vince Milesi | Pál Tamás        |
| Medál        | Cal Wilson   | Csuha Bori       |
| Karm         | Cal Wilson   | Ősi Ildikó       |
| Ming         | Rupert Degas | Elek Ferenc      |
| Tiszta Úr    | Rupert Degas | Vida Péter       |
| Hepi         | Rupert Degas | Vári Attila      |
| Pierre       | Rupert Degas | Jakab Csaba      |
| Frász        | Jamie Aditya | Fekete Zoltán    |

### Mellékszereplők
| Szereplő | Eredeti hang | Magyar hang                  |
| -------- | ------------ | ---------------------------- |
| Olive    | Rachel King  | Kokas Piroska                |
| Harold   | Rupert Degas | Koncz István                 |
| Egerek   | Jamie Aditya | Szokol Péter Törköly Levente |
| Narrátor | Marg Downey  | Kovács Nóra                  |
| Stanley  | Marg Downey  | Nagy Gereben                 |

## Évados áttekintés
| Évad | Évad | Epizódok | Eredeti sugárzás   | Eredeti sugárzás | Magyar sugárzás | Magyar sugárzás |
| Évad | Évad | Epizódok | Évadpremier        | Évadfinálé       | Évadpremier     | Évadfinálé      |
| ---- | ---- | -------- | ------------------ | ---------------- | --------------- | --------------- |
|      | 1    | 26       | 2018. április 20.  | 2018. május 25.  | 2018. május 21. | 2019. július 8. |
|      | 2    | TBA      | 2019. november 11. | TBA              | TBA             | TBA             |

## Gyártás
2018. szeptember 21-én berendelték a második évadot, aminek a premierje 2019. november 11-én volt. 2019 októberében berendelték a harmadik évadot.